# Wróble (Grunwald)
Wróble (deutsch Wrobbeln, 1938 bis 1945 Geiershof) ist ein kleiner Ort in der polnischen Woiwodschaft Ermland-Masuren und gehört zur Gmina Grunwald (Landgemeinde Grünfelde) im Powiat Ostródzki (Kreis Osterode in Ostpreußen).

## Geographische Lage
Wróble liegt im südlichen Westen der Woiwodschaft Ermland-Masuren, 17 Kilometer südöstlich der Kreisstadt Ostróda (deutsch Osterode in Ostpreußen).

## Geschichte
Der vor 1820 Wroblen genannte Ort bildete ein großes  Vorwerk des benachbarten Gutsbezirks Geierswalde (polnisch Gierzwałd). 360 Meter südlich des Vorwerks stand eine regional bedeutende Ziegelei. Aus politisch-ideologischen Gründen der Abwehr fremdländisch klingende Ortsnamen wurde Wrobbeln 1938 in „Geiershof“ umbenannt.
Die Umbenennung währte nicht lange: in Kriegsfolge kam Geiershof 1945 mit dem gesamten südlichen Ostpreußen zu Polen und erhielt nun die polnische Namensform „Wróble“. Heute ist die Siedlung (polnisch Osada) eine Ortschaft innerhalb der Gmina Grunwald (Landgemeinde Grünfelde) mit Sitz in Gierzwałd (Geierswalde) im Powiat Ostródzki (Kreis Osterode in Ostpreußen), bis 1998 der Woiwodschaft Olsztyn, seither der Woiwodschaft Ermland-Masuren mit Sitz in Olsztyn (Allenstein) zugehörig.

## Kirche
Bis 1945 war Wrobbeln resp. Geiershof in die evangelische Kirche Geierswalde in der Kirchenprovinz Ostpreußen der Kirche der Altpreußischen Union, außerdem in die römisch-katholische Kirche Gilgenburg (polnisch Dąbrówno) im Bistum Ermland eingepfarrt.
Heute gehört Wróble evangelischerseits zur Kirche Olsztynek (Hohenstein), einer Filialkirche von Olsztyn (Allenstein) in der Diözese Masuren der Evangelisch-Augsburgischen Kirche in Polen, katholischerseits zur Pfarrei Gierzwałd im jetzigen Erzbistum Ermland.

## Verkehr
Wróble liegt an der verkehrsreichen Woiwodschaftsstraße 542, die die beiden Regionen Działdowo (Soldau) und Ostróda (Osterode in Ostpreußen) miteinander verbindet und bei Rychnowo (Reichenau) Anschluss zur Schnellstraße 7 (Danzig–Warschau) herstellt.
Eine Anbindung an den Bahnverkehr besteht nicht.